# Wodecq

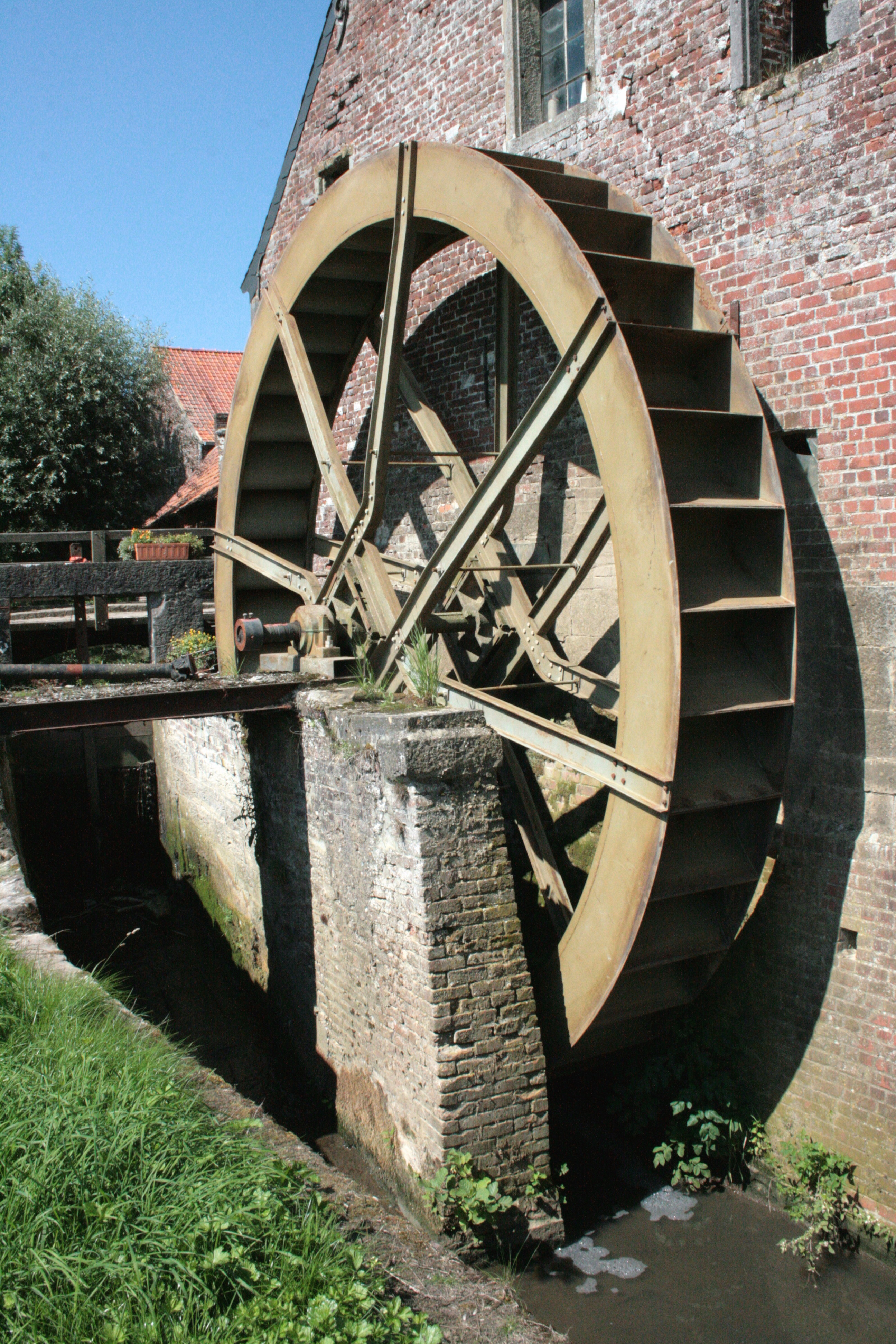
Moulin du Tordoir

Wodecq (Nederlands: Wodeke) is een dorp in de Belgische provincie Henegouwen, en een deelgemeente van de Waalse gemeente Elzele. Wodecq was een zelfstandige gemeente, tot die bij de gemeentelijke herindeling van 1977 toegevoegd werd aan de gemeente Elzele. In Wodecq staat de watermolen Moulin du Tordoir.

## Bezienswaardigheden
- De Moulin du Moufflu is een watermolen op de Tordoir met een groot onderslagrad.
- De Moulin du Tordoir is een onderslagmolen op de Tordoir.
- De Sint-Kwintenskerk (Église Saint-Quentin) is een bakstenen neoclassicistische kerk van 1835. De gotische gevel en toren zijn 16e-eeuws en in natuursteen uitgevoerd. Het gotisch doopvont is van omstreeks 1400.
- De Onze-Lieve-Vrouw van de Koortskapel (Chapelle Notre-Dame des Fièvres) is een bakstenen kapel van 1714.
- Het Château Voisin, werd in 1900 door Franse zusters gekocht en omgebouwd tot een complex met een klooster en scholen.

## Natuur en landschap
Wodecq ligt aan de Ruisseau de Ronsart en aan de Tordoir, welke in oostelijke richting naar de Dender loopt. De hoogte bedraagt 24-62 meter en 35 meter aan de kerk.

## Demografische ontwikkeling
- Bronnen:NIS, Opm:1831 tot en met 1970=volkstellingen, 1976= inwoneraantal op 31 december

## Nabijgelegen kernen
Ogy, Ostiches, Lahamaide, Vloesberg